# 武広勇平
武広 勇平（たけひろ ゆうへい、1979年5月7日 - ）は、日本の政治家。佐賀県上峰町長（4期）。

## 来歴
佐賀県三養基郡上峰町生まれ。東明館中学校・高等学校 、上智大学経済学部経営学科卒業。在学中は弁論部に所属。元・参院議員秘書。
2009年3月、前・町長（大川紀男）による公職選挙法違反の罪による公民権停止による失職に伴う上峰町長選挙に無所属で出馬して前副町長を破り初当選を果たした。就任時29歳10ヶ月で全国最年少首長。九州・山口地方で健全化判断比率（実質公債費比率23.7%）ワーストの町財政の健全化を掲げ2010年、町長給与を50％カット、職員給与を5%カットし身を切る改革を進めた。3人目以降の保育料の無償化を進め、財源を活用し身体の不自由な人のタクシーチケット支給制度を整備した。2011年、子どもの医療費助成を、小学生まで拡大。
2013年、公職選挙法施行以来初の無投票再選。県内初の健全な財政運営に関する条例を制定し、起債額<元金償還額をルール化した。未熟児養育医療費助成、子どもの医療費助成を中学生まで拡大。2014年、水道料金を2011年から3年ぶりに平均11.6%再度値下げした。2015年、自校式学校給食、小学生オンライン英会話、不妊治療費補助事業を開始。2016年、入学祝い金、子どもの医療費助成を高校生まで拡大。男性の不妊治療費助成を開始。小中学校給食費無償化を2度否決。
2017年、小中学校給食費無償化を掲げ3選後、事業開始。2018年、町がイオン九州に要請していた土地や建物の無償譲渡を合意。中学生の塾代などに3万円分スタディークーポン事業開始。2019年、大型商業施設イオン上峰店撤退。同年、上峰町庁舎大規模改修事業を凍結し老朽化順に体育館・武道館・プールの整備方針を示した。2020年、中心市街地再開発をLABV／PFIで実施する方針を決定。
2021年、中心市街地再開発を掲げ4選。 2023年、神村学園が上峰町に町内初の高校を2025年開校決定。同じく、イオン跡地に整備する定住促進住宅の特別目的会社である「カゼマチテラス」と事業契約を締結する議案を議会で可決。同年、子ども、ひとり親家庭の親子、重度心身障害者の医療費完全無償化。 2024年、一条工務店が企業版ふるさと納税で寄贈した放課後児童クラブ完成。同年、国土交通省は大型商業施設跡地一帯で進む再開発事業で整備予定の施設を鳥栖・三養基地区では初となる「道の駅」に登録した。
2025年、無投票で5選。

## 政策・主張
- 土地開発公社取得用地の分割返済はヤミ起債であると批判している。供用開始している塩漬け用地を第三セクター等改革推進債で買い戻した。
- 2014年12月、首長の責任を明記し、財務諸表の作成と財政運営判断指標の数値目標を含む「上峰町健全な財政運営に関する条例」が可決された。
- 2008年末で120億円だった市債発行残高を、2019年末に71億円に減らした。基金残高は、2008年末の4億円から2019年末には57億円に増やした。
- 実質公債費比率 10.9（R2）10.0（R3）9.0（R4）7.5（R5）
- 人口　9,789（R5）

## 人物
- ささつな自治体協議会会員[18]。
- 一新塾で政策系講師を務める[19]。

## 不祥事
- 2024年9月24日、武広勇平町長が運転免許を更新せず、6月から約3カ月半にわたり「うっかり失効」していたことが分かった。武広町長は、失効した運転免許を更新し、同日、町議会へ減給10分の1（1カ月）の議案を提出し、可決された[20]。同年9月20日に失効していることに気付き、以降は車の運転はしていない。

- 2024年10月11日付の西日本新聞が「上峰町長パワハラか」と報じた[21]。15日の記者会見で、過去に町職員に対し、「バカ」などと言ったことを認め、「パワハラにあたる」との認識を示した。武広はほかにも15年間に数回、「大きな声で怒鳴ったり、机を手のひらでたたいたりした」「（部下に対し）『役立たず』『給与泥棒』などという発言をした」とし、「適切さを欠いたかもしれないと反省している」と述べた。ただ、「指導内容としては必要かつ適切だったと認識していた」と弁明した。「文脈によっては言葉の選択に不適切な点があったと思いますので、今後気をつけていきたいと思っています」と、自身を含め、町組織全体でハラスメントに関する研修を行うほか、公益通報制度の外部化を取り入れる方向としている[22][23]。